# Struttura (terreno)

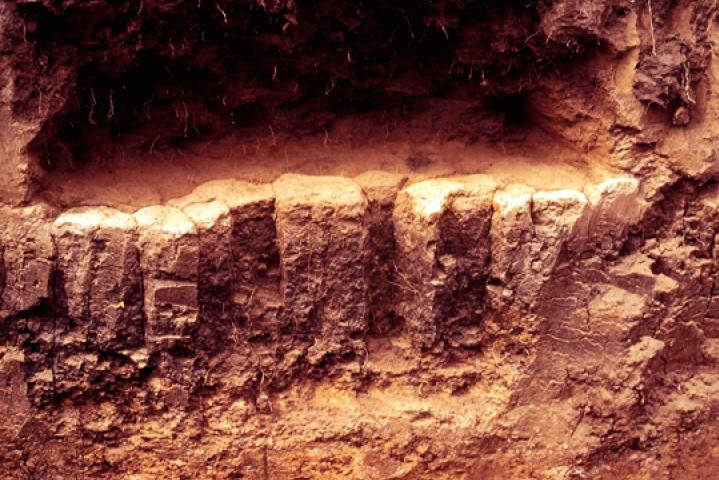
Struttura prismatica in un mollisuolo.

Per struttura di un terreno si intende la proprietà derivata dall'aggregazione delle particelle terrose e dalla reciproca disposizione spaziale sia degli aggregati sia delle singole particelle.
L'esistenza di una struttura del terreno può modificare o esaltare i pregi o i difetti della tessitura e avere pertanto riflessi sulle proprietà fisiche, meccaniche e chimiche del terreno e sulla tecnica agronomica. Questa proprietà assume pertanto una particolare importanza nei terreni che hanno un tenore significativo in particelle fini (limo e argilla) in quanto facilmente predisposti a difetti della fertilità meccanica.
La tecnica agronomica interferisce sensibilmente sulla struttura migliorandola se eseguita razionalmente e peggiorandola o addirittura distruggendola se eseguita in modo irrazionale.

## Caratteristiche
La costituzione di una struttura si deve alla presenza significativa di particelle dotate di proprietà colloidali. In generale i colloidi minerali, costituiti per lo più da minerali argillosi e da idrossidi di ferro e alluminio, hanno un'azione cementante responsabile della formazione di aggregati strutturali primari. Gli aggregati primari a loro volta si legano a formare aggregati secondari o grumi per azione cementante svolta dai colloidi organici (humus), inglobando anche particelle più grandi quali il limo e la sabbia.
I fattori che favoriscono la flocculazione dei colloidi sono quelli che agiscono verso un'evoluzione positiva della struttura, al contrario i fattori di dispersione dei colloidi sono causa di peggioramento o distruzione della struttura. Le dimensioni ottimali degli aggregati sono quelle comprese fra 1 mm e 5 mm. La prevalenza di aggregati di maggiori dimensioni indirizza il terreno verso la zollosità, mentre la prevalenza di aggregati di dimensioni inferiori a 0,25 mm indirizza il terreno verso l'astrutturalità.

## Suddivisione
In base alla classificazione proposta da Philippe Duchaufour   si distinguono i seguenti tipi di struttura:
- struttura a particelle incoerenti: è quella tipica della sabbia, costituita da particelle grossolane completamente indipendenti fra loro.
- struttura compatta: è quella tipica di terreni ricchi di argilla ma poverissimi di sostanza organica. Le particelle sono singole e cementate in un unico insieme dalla flocculazione dei colloidi argillosi.
- struttura concrezionata: è quella tipica dei crostoni derivata da concrezioni indurite.
- struttura grumosa o glomerulare: è quella tipica dei terreni ben dotati di humus. Gli aggregati si presentano porosi e di forma irregolare.
- struttura granulare: è quella tipica dei terreni argillosi. Gli aggregati, cementati prevalentemente dalla flocculazione dei colloidi minerali, si presentano di forma poliedrica o rotondeggiante con una scarsa macroporosità.
- struttura di disgregazione: è quella tipica dei terreni sottoposti alle lavorazioni e all'azione degli agenti atmosferici. Gli aggregati sono di forma prismatica o poliedrica e sono derivati dalla disgregazione di aggregati zollosi.

Nel terreno agrario in genere coesistono più forme di struttura con vari gradi intermedi e con tendenza alla prevalenza di una delle varie forme secondo le condizioni ambientali e operative.
1.       Struttura incoerente
2.       Struttura coerente
3.       Struttura glomerulare
4.       Struttura di disgregazione

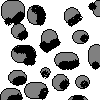
Struttura incoerente
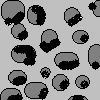
Struttura coerente
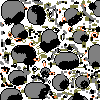
Struttura glomerulare
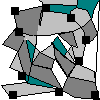
Struttura di disgregazione